# Calletaera
Calletaera là một chi bướm đêm thuộc họ Geometridae.

## Các loài
- Calletaera foveata Holloway, 1993
- Calletaera jotaria (Felder & Rogenhofer, 1875)
- Calletaera postvittata (Walker, 1861)
- Calletaera schistacea (Swinhoe, 1900)
- Calletaera subexpressa (Walker, 1861)
- Calletaera subgravata (Prout, 1932)